# Третьякова, Татьяна Петровна (лингвист)
Татья́на Петро́вна Третьяко́ва (род. 1950) — советский и российский лингвист-англист, доктор филологических наук (1998), профессор.

## Биография
В 1972 году окончила отделение английского языка и литературы филологического факультета Ленинградского ордена Ленина и ордена Трудового Красного Знамени государственного университета имени А. А. Жданова.
В 1984 году защитила диссертацию на соискание ученой степени кандидата филологических наук по специальности 10.02.04 «Германские языки», тема: «Функционально-семантические составляющие детской диалогической речи (на материале современного английского языка)», научный руководитель — д. филолол. наук, профессор Л. П. Чахоян (1932—2006); в 1998 году защитила диссертацию на соискание ученой степени доктора филологических наук по специальности 10.02.04 «Германские языки», тема: «Функциональная семантика и проблема речевого стереотипа».
Работает в Санкт-Петербургского государственном университете (СПбГУ) (ранее — ЛГУ им. А. А. Жданова) с 1973 года. В настоящее время — профессор кафедры английской филологии и перевода, ведет курсы по истории английского языка, теоретической грамматике, страноведению, спецкурсы и спецсеминары. Проходила стажировки в Великобритании (в 1986,1991,1993,1996 гг.).
Член редколлегии журнала «Речевая коммуникация и аргументация» Петербургского и Амстердамского университетов (1993—1997) и журнала «Соп-troversia» (США, с 2002). Член Российской ассоциации лингвистов-когнитологов (РАЛК).

## Научная деятельность
Является автором более 100 научных и учебно-методических работ на русском и английском языках по когнитивной лингвистике, прагмалингвистике, теории аргументации. Индекс Хирша — 6.

## Основные труды

#### Монографии
- Третьякова Т. П. Ирония как компонент речевого поведения в политическом дискурсе // Человек в современном коммуникационном пространстве: коллективная монография, посвященная 15-летию научно-образовательного центра «Лаборатория коммуникативного поведения человека» (Ивановский государственный университет). — Иваново: издательство ЛИСТОС, 2020. — С. 61—70.

#### Научные статьи
- Третьякова Т. П. Опыт когнитивно-дискурсивного анализа континуума интернет комментариев / Т. П. Третьякова, В. А. Спиридонова // Язык и культура в глобальном мире: Сборник статей. — Санкт-Петербург : ООО "Издательство «ЛЕМА», 2023. — С. 318—322.
- Третьякова Т. П. О лингвистической интерпретации научного текста: проблемы социализации знания / Т. П. Третьякова // Наука СПбГУ — 2020: Сборник материалов Всероссийской конференции по естественным и гуманитарным наукам с международным участием, Санкт-Петербург, 24 декабря 2020 года. — Санкт-Петербург: ООО «Скифия-принт», 2021. — С. 1577—1578.
- Третьякова, Т. П. Некоторые современные тенденции лингвистического анализа категории вежливости / Т. П. Третьякова // Актуальные проблемы современной лингвистики: сборник научных статей к юбилею доктора филологических наук, профессора Ирины Борисовны Руберт. — Санкт-Петербург: Санкт-Петербургский государственный экономический университет, 2021. — С. 24—32.
- Tretyakova T. P. From fallacy to hoax: on popular types of modern public communicative environment / T. P. Tretyakova // Наука СПбГУ — 2021: Сборник материалов Всероссийской конференции по естественным и гуманитарным наукам с международным участием, Санкт-Петербург, 28 декабря 2021 года / Санкт-Петербургский государственный университет.— Санкт-Петербург: Свое издательство, 2022.—P. 700—701.
- Tretyakova T. P. On time and space discourse: changes of stereotyping / T. P. Tretyakova // Science SPbU-2020: Сборник материалов Международной конференции по естественным и гуманитарным наукам, Санкт-Петербург, 25 декабря 2020 года / Санкт-Петербургский государственный университет. — Санкт-Петербург: ООО «Скифия-принт», 2021. — P. 1692—1693.

#### Учебники и учебные пособия
- Третьякова Т. П. Тематические диалоги: Учеб. пособие для пед. ин-тов по спец. 2103 «Иностранный язык» для изучающих англ. яз. . — М.: Просвещение, 1989. — 91,[3] с.